# Renate (osebno ime)
Renate je žensko osebno ime.

## Izvor imena
Ime Renate je različica ženskega osebnega imena Renata.

## Pogostost imena
Po podatkih Statističnega urada Republike Slovenije je bilo na dan 31. decembra 2007 v Sloveniji število ženskih oseb z imenom Renate: 28.

## Osebni praznik
V koledarju je ime  Renate zapisano skupaj z imenom Renata.